# Vinhó
Vinhó ist ein Ort und eine ehemalige Gemeinde (Freguesia) im portugiesischen Kreis Gouveia. Die Gemeinde hatte 541 Einwohner (Stand 30. Juni 2011).
Am 29. September 2013 wurden die Gemeinden Vinhó und Moimenta da Serra zur neuen Gemeinde União das Freguesias de Moimenta da Serra e Vinhó zusammengeschlossen.